# Recopa d'Europa de futbol 1989-90
La Recopa d'Europa de futbol 1989-90 fou la trentena edició de la Recopa d'Europa de futbol. La final fou guanyada per la U.C. Sampdoria davant de l'RSC Anderlecht.

## Ronda preliminar
| Equip 1          | Global | Equip 2          | Anada | Tornada |
| ---------------- | ------ | ---------------- | ----- | ------- |
| Chernomorets 919 | 3-5    | KS Dinamo Tirana | 3-1   | 0-4     |

## Primera ronda
| Equip 1                   | Global | Equip 2               | Anada | Tornada |
| ------------------------- | ------ | --------------------- | ----- | ------- |
| Reial Valladolid          | 6-0    | Hamrun Spartans FC    | 5-0   | 1-0     |
| US Luxemburg              | 0-5    | Djurgårdens IF        | 0-0   | 0-5     |
| Belenenses                | 1-4    | AS Monaco             | 1-1   | 0-3     |
| Valur                     | 2-4    | Dynamo Berlín         | 1-2   | 1-2     |
| Beşiktaş JK               | 1-3    | Borussia Dortmund     | 0-1   | 1-2     |
| S.K. Brann                | 0-3    | U.C. Sampdoria        | 0-2   | 0-1     |
| FC Torpedo Moscou         | 6-0    | Cork City F.C.        | 5-0   | 1-0     |
| Slovan Bratislava         | 3-4    | Grasshopper           | 3-0   | 0-4(pr) |
| RSC Anderlecht            | 10-0   | Ballymena United F.C. | 6-0   | 4-0     |
| FC Barcelona              | 2-1    | Legia Varsòvia        | 1-1   | 1-0     |
| VfB Admira Wacker Mödling | 3-1    | AEL                   | 3-0   | 0-1     |
| Ferencvárosi TC           | 6-2    | FC Haka               | 5-1   | 1-1     |
| Panathinaikos FC          | 6-5    | Swansea City FC       | 3-2   | 3-3     |
| KS Dinamo Tirana          | 1-2    | FC Dinamo Bucureşti   | 1-0   | 0-2     |
| FC Groningen              | 3-1    | Ikast fS              | 1-0   | 2-1     |
| FK Partizan               | 6(c)-6 | Celtic FC             | 2-1¹  | 4-5     |

¹Aquest partit va ser disputat a l'Estadi Bijeli Brijeg de Mostar en lloc de l'estadi del FK Partizan de Belgrad, que estava sancionat per problemes amb els espectadors durant la Copa de la UEFA 1988-1989.

## Segona ronda
| Equip 1                   | Global | Equip 2             | Anada | Tornada |
| ------------------------- | ------ | ------------------- | ----- | ------- |
| Reial Valladolid          | 4-2    | Djurgårdens IF      | 2-0   | 2-2     |
| AS Monaco                 | 1(c)-1 | Dynamo Berlín       | 0-0   | 1-1     |
| Borussia Dortmund         | 1-3    | U.C. Sampdoria      | 1-1   | 0-2     |
| FC Torpedo Moscou         | 1-4    | Grasshopper         | 1-1   | 0-3     |
| RSC Anderlecht            | 3-2    | FC Barcelona        | 2-0   | 1-2     |
| VfB Admira Wacker Mödling | 2-0    | Ferencvárosi TC     | 1-0   | 1-0     |
| Panathinaikos FC          | 1-8    | FC Dinamo Bucureşti | 0-2   | 1-6     |
| FC Groningen              | 5-6    | FK Partizan         | 4-3   | 1-3     |

## Quarts de final
| Equip 1             | Global | Equip 2                   | Anada | Tornada  |
| ------------------- | ------ | ------------------------- | ----- | -------- |
| Reial Valladolid    | 0-0(p) | AS Monaco                 | 0-0   | 0-0 (pr) |
| U.C. Sampdoria      | 4-1    | Grasshopper               | 2-0   | 2-1      |
| RSC Anderlecht      | 3-1    | VfB Admira Wacker Mödling | 2-0   | 1-1      |
| FC Dinamo Bucureşti | 4-1    | FK Partizan               | 2-1   | 2-0¹     |

¹Aquest partit va ser disputat a l'Estadi Pod Goricom de Titograd en lloc de l'estadi del FK Partizan de Belgrad, que estava sancionat per problemes amb els espectadors durant la Copa de la UEFA 1988-1989.

## Semifinals
| Equip 1        | Global | Equip 2             | Anada | Tornada |
| -------------- | ------ | ------------------- | ----- | ------- |
| AS Monaco      | 2-4    | U.C. Sampdoria      | 2-2   | 0-2     |
| RSC Anderlecht | 2-0    | FC Dinamo Bucureşti | 1-0   | 1-0     |

## Final
La UC Sampdoria es va refer de la final perduda l'any anterior i derrotà per 2 gols a zero l'Anderlecht, que arribava a la final de la Recopa d'Europa per quarta vegada. Un doblet de Gianluca Vialli a la pròrroga va servir per derrotar l'equip belga.
| U.C. Sampdoria     | 2 - 0 | RSC Anderlecht |
| ------------------ | ----- | -------------- |
| Vialli 105' · 107' |       |                |

| Guanyador de la Recopa d'Europa 1989-90 |
| --------------------------------------- |
| U.C. Sampdoria Primer títol             |